# سیارک ۲۷۲۳۹
سیارک ۲۷۲۳۹ (به انگلیسی: 27239 O'Dorney، نامگذاری:1999RW211)۲۷۲۳۹مین سیارک کشف شده‌است که در ۰۸ سپتامبر ۱۹۹۹ کشف شد.